# 杨荣国
杨荣国（1907年—1978年），筆名天錫、季野，湖南長沙人，中国哲学家。

## 生平
毕业于上海群治大学。1937年办旬刊《民族呼声》并加入中国共产党。1941年开始中国思想史研究。曾任湖南省文化界抗敌后援会理事、东北大学和桂林师范学院教授，1949年后，先后任湖南大学文学院长、历史系主任，中山大学历史系、哲学系主任、中山大学党委常委，1973年任中山大学革命委员会副主任。1974年当选第四届全国人大代表、常委会常委。
文革初期杨荣国在中山大学历史系被批，据说曾经套着麻袋被人打，很残酷。被放出來後，杨荣国改弦易轍，以意识形态贯穿其哲学史研究，是评法批儒运动中的重要人物，遂參與了批林批孔。1973年曾在《人民日报》发表《孔子——顽固地维护奴隶制的思想家》一文严厉批判儒家学说。1975年修订的《简明中国哲学史》，认为中国哲学史是儒法斗争史，把“儒法斗争”作为中国哲学史两军对垒的主要内容。

## 著作
有《中国十七世纪思想史》（1945）、《孔墨的思想》（1947）、《中国古代社会思想史》（1947）等。
- 《孔子——顽固地维护奴隶制的思想家》，1973年8月7日，《人民日报》
- 《西汉时代唯物论反对唯心论的斗争》，1973年8月13日，《人民日报》